# カート・ベッチャー
カート・ベッチャー（英:Curt Boettcher、本名:カーティス・ロイ・ベッチャー、1944年1月7日 - 1987年6月14日）は、アメリカ合衆国のソングライター、プロデューサーである。

## 来歴
アメリカ合衆国のウィスコンシン州オークレアに生まれる。父は海軍に勤め、高校に入る前の2年間を山口県の岩国で過ごした。
1962年、ミネソタ大学在学中にフォーク・グループであるゴールドブライアーズを結成。ママス&パパス加入前のキャス・エリオットや同じくラヴィン・スプーンフル加入前のジョン・セバスチャンらが所属していたマグワンプスとコーラス・セッションを行なったこともあった。グループは2枚のアルバムをリリースした後、1965年に解散する。
その後、トミー・ロウやアソシエイション、MFQなどの楽曲アレンジやプロデュースに携わったのち、1966年にボールルームを結成。そのデモテープを聴いたゲイリー・アッシャーの勧めにより、CBSレコードとの契約を獲得する。契約後、ボールルームはミレニウムへと名称を変更。また、並行して行われていたプロジェクトであるサジタリアスのアルバム『プレゼント・テンス』が1967年末にリリース。そして、ミレニウムのアルバムである『ビギン』も1968年にリリースされた。このアルバムは8トラックの機材2台をフィードするという手法で16チャンネルで録音され、この手法はサイモン&ガーファンクルの『ブックエンド』と並んで世界で初めて使われたものであった。
しかし、前衛的すぎるという理由で積極的なプロモーションがされず、グループは解散となる。
その後、ゲイリー・アッシャー、キース・オルセンとトゥゲザー・レコードを設立し、1969年にサジタリアスとして『ブルー・マーブル』をリリース。
レーベル解散後、1973年に初のソロ・アルバム『ゼアズ・アン・イノセント・フェイス』を発表。ゲイリー・アッシャーをプロデューサーに迎え、コーラスにはゴールドブライアーズのメンバーであったドティ・ホルムバーグらが参加していた。しかし、同じくプロモーション不足によってヒットはしなかった。また、セカンド・アルバム『チキン・リトル・ウォズ・ライト』の録音が始まるも、レーベルとのトラブルや離婚問題などによって計画は頓挫し、その後シアトルにおいてディスコでDJ業を始めることとなった。
その後はザ・ビーチ・ボーイズのプロデュースやデイヴ・エドモンズ、エルトン・ジョンらのコーラスに参加するなど活動していたが、1987年に後天性免疫不全症候群（エイズ）によって43歳で死去した。

## ディスコグラフィ

### リーダー・アルバム
- 『ゼアズ・アン・イノセント・フェイス』 - There's an Innocent Face (1973年、Elektra)
- California Music (2001年、Poptones)
- 『チキン・リトル・ウォズ・ライト』 - Chicken Little Was Right (2004年、Rev-Ola)
- 『トライ・フォー・ザ・サン』 - Try For The Sun (2023年) ※with サンディ・サルスベリー[4]
- Passionfruit (2024年)[5]

### コンピレーション・アルバム
- 『ミスティ・ミラージュ』 - Misty Mirage (2000年、Poptones)
- Another Time (2003年、Sonic Past Music)
- 『ルッキング・フォー・ザ・サン』 - Looking For The Sun (2019年、High Moon)

### ゴールドブライアーズ
- 『ゴールドブライアーズ』 - The GoldeBriars (1964年、Epic)
- 『ストレイト・アヘッド』 - Straight Ahead! (1964年、Epic)
- 『クライミング・スターズ』 - Climbing Stars (2006年、Epic)

### ボールルーム
- Preparing for the Millennium (1998年、Creation)

### ミレニウム
- 『ビギン』 - Begin (1968年、Columbia)

### サジタリアス
- 『プレゼント・テンス』 - Present Tense (1968年、Columbia)
- 『ブルー・マーブル』 - The Blue Marble (1969年、Together)

### 参加アルバム
- ユア・ギャング : 『ユア・ギャング』 -  Your Gang (1966年、Mercury)
- フライアー・タック : 『フライアー・タック・アンド・ヒズ・サイケデリック・ギター』 - Friar Tuck and his Psychedelic Guitar (1967年、Mercury)
- チャド&ジェレミー : 『キャベツと王様』 - Of Cabbages and Kings (1967年、Columbia)
- チャド&ジェレミー : 『ジ・アーク』 - The Ark (1968年、Columbia)
- バーズ : 『名うてのバード兄弟』 - The Notorious Byrd Brothers (1968年、Columbia)
- ポール・リヴィア&ザ・レイダーズ : Hard 'N' Heavy (With Marshmallow) (1969年、Columbia)
- Michele : Saturn Rings (1969年、Mercury)
- エミット・ローズ : 『エミット・ローズ』 - Emitt Rhodes (1970年、Dunhill)
- エミット・ローズ : 『フェアウェル・トゥ・パラダイス』 - Farewell to Paradise (1973年、Dunhill)
- アンディ・ゴールドマーク : 『アンディ・ゴールドマーク』 - Andy Goldmark (1973年、Warner)
- エルトン・ジョン : 『蒼い肖像』 - Blue Moves (1976年、MCA)
- ボブ・クリュー  : 『モチヴェイション』 -  Motivation  (1977年、Elektra)
- エリック・カルメン : 『雄々しき翼』 - Boats Against the Current (1977年、Arista)
- ヘレン・レディ : 『愛の囁き』 - Ear Candy (1977年、Capitol)
- ブルース・ジョンストン : 『歌の贈りもの』 - Going Public (1977年、Columbia)
- デニス・ウィルソン : 『パシフィック・オーシャン・ブルー』 - Pacific Ocean Blue (1977年、CBS/Caribou)
- タニヤ・タッカー : TNT (1978年、MCA)
- トニー・シュート : 『アイランド・ナイト』 - Island Nights (1980年、Epic)

### プロデュース・アルバム
- Jacobson & Tansley : "Dream With Me"/"I Knew You Back When Babe" (1966年、Filmways, Capitol) ※シングル
- アソシエイション : 『チェリッシュ』 - And Then... Along Comes the Association (1966年、Valiant)
- トミー・ロウ : 『イッツ・ナウ・ウィンターズ・デイ』 - It's Now Winter's Day (1967年、ABC)
- ジェイムソン : Color Him In (1967年、Verve)
- エタニティーズ・チルドレン : 『エタニティーズ・チルドレン』 - Eternity's Children (1968年、Tower)
- ミレニウム : 『ビギン』 - Begin (1968年、Columbia)
- サジタリアス : 『プレゼント・テンス』 - Present Tense (1968年、Columbia)
- サンディ・サリスベリー : 『サンディ』 - Sandy (1969年)
- ソング : 『ソング・アルバム』 - Song Album (1970年、MGM)
- セイラー : Checkpoint (1977年、Epic) ※ブルース・ジョンストン共同プロデュース[6]
- ザ・ビーチ・ボーイズ : 『L.A. (ライト・アルバム)』 - L.A. (Light Album) (1979年、Brother/Caribou/CBS) ※「Here Comes the Night (extended remix)」を担当
- ジーノ・ワシントン : That's Why Hollywood Loves Me (1979年、DJM)
- マイク・ラヴ : 『ルッキング・バック・ウィズ・ラブ』 - Looking Back with Love (1981年、Boardwalk)
- ザ・ダイアモンズ : Live and Well (1983年)
- Various Artists : Looking for the Sun: The Lost Productions of Curt Boettcher and Friends (2019年、High  Moon)[7]
- バーズ (The Bards) : The Moses Lake Recordings (2002年、GearFab) ※1968年録音